# Rinario

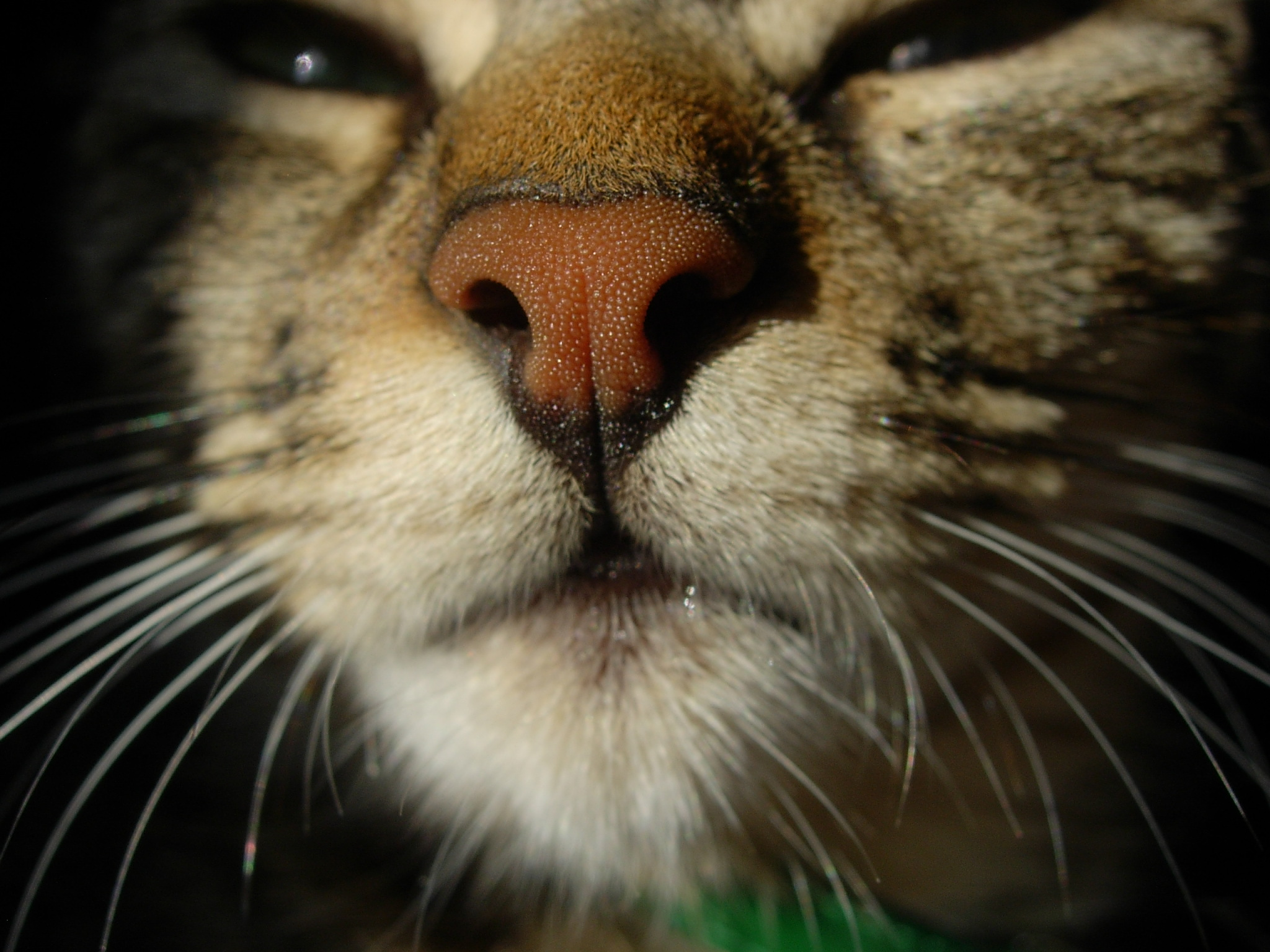
Immagine del muso di un gatto domestico che lascia ben osservare il rinario di questo animale.

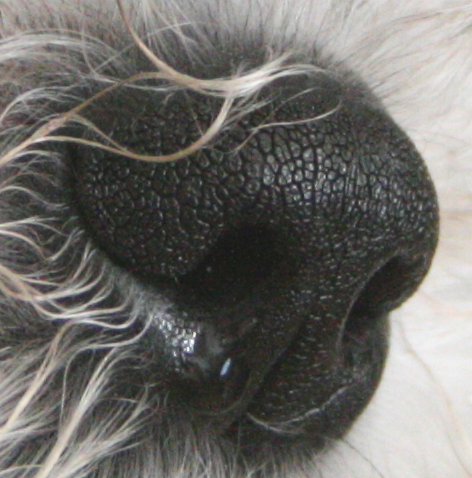
Rinario di un cane.

Il rinario (dal latino rhinarium "correlato al naso"), conosciuto anche come tartufo, è la zona di pelle umida, glabra e ispessita posta attorno alle narici di molti mammiferi.
Il rinario è riccamente innervato e spesso si presenta crenellato, ossia percorso da numerose scanalature che gli forniscono un caratteristico aspetto granuloso, ma al contempo aiutano a mantenere la struttura sempre umida e ad aumentare la superficie dell'area olfattiva. Spesso il rinario è attraversato anche da un solco verticale mediano, che prende il nome di prolabio. La presenza del rinario è tipica di quegli animali che fanno dell'olfatto il loro senso principale: la scomparsa di questa struttura, invece, è associata a una diminuita acutezza di questo senso, oltre che alla simultanea diminuzione di turbinati (come osservabile, ad esempio, nelle scimmie del Vecchio Mondo).
Piuttosto che implementare effettivamente l'olfatto, tuttavia, il rinario funziona come indicatore della direzione di provenienza del vento, grazie alla superficie umida e sensibile. Tuttavia, spesso esso subisce modifiche particolari, in base alla nicchia ecologica occupata: In alcune specie acquatiche, ad esempio, le ali laterali di questa struttura sono organizzate come sfinteri, che permettono all'animale di chiudere le narici durante l'immersione per impedire l'entrata d'acqua. Nelle specie scavatrici, invece il rinario si presenta asciutto ed ispessito per poter essere utilizzato come un cuneo: nei proboscidati, il rinario è un organo di presa, ed anche nei suidi è estremamente sensibile al tatto ed utilizzato nella ricerca del cibo. Nei chirotteri, infine, esso è organizzato in forme bizzarre per consentire l'ecolocazione all'animale.
Trattandosi di una caratteristica comune a praticamente quasi tutti i mammiferi (solo alcuni taxa non presentano rinario, ma per una perdita avvenuta durante l'evoluzione, piuttosto che per una mancanza ancestrale), è ipotizzabile che il rinario sia una struttura presente già nei rappresentanti più basali di questa classe.